# Ђустениче
Ђустениче (итал. Giustenice) је насеље у Италији у округу Савона, региону Лигурија.
Према процени из 2011. у насељу је живело 895 становника. Насеље се налази на надморској висини од 179 м.

## Становништво
| 1936. | 1951. | 1961. | 1971. | 1981. | 1991. | 2001. | 2011. |
| ----- | ----- | ----- | ----- | ----- | ----- | ----- | ----- |
| 742   | 688   | 666   | 561   | 646   | 815   | 895   | 946   |